# サラ・クララ・スミス
サラ・C・スミス（Sarah C Smith、1851年3月24日 - 1947年2月18日）は、キリスト教プロテスタント系の伝道師及び教育者。
アメリカ合衆国ニューヨーク州出身。アメリカに帰国するまでの51年の滞日期間の内、44年間を札幌の女子教育の発展に大きく貢献した人物。北星学園女子中学高等学校（学校法人北星学園）創立者。
北星学園は、近年の研究により「クララ」以外のミドルネームが見つかったため、サラ・C・スミスと表記している。

## 略歴
- ニューヨーク州の小学校を卒業後、私立中等教育機関フリーアカデミーで学ぶ。
- 卒業後に、2年間フランスやドイツに留学。
- 1872年ニューヨーク州立ブロックポルト師範学校入学。
- 1874年より5年間ニューヨーク州にて小学校教師を務めた後、1880年（明治13年）エルマイラ第一長老教会の宣教師として来日。
  - 新栄女学校（東京都）の校長に着任するも、気候になじまず体調を崩し、北海道に渡る。
- 1883年函館に居を構え宣教師として活動。
- 1886年北海道尋常師範学校開設に伴いお雇い外国人として英語教師となる。
- 1887年（明治20年）私財を投じ、北海道札幌市にスミス女学校（札幌長老派伝道教会女子寄宿学校。現、北星学園女子中学高等学校）を開校。
  - スミス女学校は札幌で最初の女子教育機関となる。設立にあたっては藤生貞（てい）が折衝などの実務に当たった。
- 1894年（明治27年）新渡戸稲造らの勧めによってスミス女学校は北星女学校に改称される。
  - 教師陣には札幌農学校（現、北海道大学）の第1期、第2期生である大島正健、新渡戸稲造、宮部金吾らが名を連ねる。
- 1915年名誉校長となり学校運営から退く。
- 以後、自宅でバイブルズクラスや日曜学校を行う。
- 1932年（昭和7年）51年間にも及ぶ日本での教育・宣教活動から引退。
- カリフォルニア州の引退宣教師のレディースホームで余生を過ごす。

## 著名な教え子
- 河井道（スミス女学校第1期生）学校法人恵泉女学園（東京都）創立者

## 受賞歴
- 勲六等瑞宝章（1923年）